# Hệ tọa độ cực

Các điểm trong hệ tọa độ cực với gốc cực O và trục cực L. Điểm màu xanh lá có bán kính là 3 và góc phương vị là 60°, tọa độ là (3, 60°). Điểm màu xanh dương có tọa độ là (4, 210°).

Trong toán học, hệ tọa độ cực là một hệ tọa độ hai chiều trong đó mỗi điểm bất kỳ trên một mặt phẳng được xác định bởi khoảng cách từ điểm đó tới một điểm gốc và góc từ hướng gốc cho trước. Điểm gốc đó (tương tự với gốc tọa độ trong hệ tọa độ Descartes) được gọi là gốc cực và tia vẽ từ gốc theo hướng gốc đã cho được gọi là trục cực. Khoảng cách từ điểm gốc được gọi là bán kính và góc đó được gọi là góc phương vị. Bán kính được ký hiệu là r hoặc ρ, còn góc phương vị được ký hiệu là φ, θ, hoặc t. Góc trong hệ tọa độ cực có thể được biểu diễn theo độ hoặc radian (2π rad bằng 360°).
Grégoire de Saint-Vincent và Bonaventura Cavalieri đưa ra các khái niệm trên một cách độc lập vào giữa thế kỷ 17, mặc dù thuật ngữ hệ tọa độ cực được cho là do Gregorio Fontana tìm ra vào thế kỷ 18. Sự ra đời của hệ tọa độ cực chủ yếu đến từ nghiên cứu chuyển động tròn và chuyển động theo quỹ đạo.
Hệ tọa độ cực hữu ích trong những trường hợp mà trong đó quan hệ giữa hai điểm dễ được viết dưới dạng góc và khoảng cách, chẳng hạn như các đường xoắn ốc. Có thể dễ dàng xây dựng một mô hình hệ vật lý phẳng gồm các chất điểm chuyển động quanh một điểm cố định thông qua hệ tọa độ cực.
Hệ tọa độ cực được mở rộng sang không gian ba chiều qua các hệ tọa độ trụ và cầu.

## Lịch sử

Hipparchus

Khái niệm góc và bán kính đã được người xưa sử dụng từ thế kỷ thứ nhất trước Công nguyên. Nhà thiên văn học Hipparchus (190-120 TCN) đã lập một bảng hàm các dây cung cho biết chiều dài dây cung cho mỗi góc. Có tài liệu cho rằng ông sử dụng tọa độ cực để thiết lập vị trí các thiên hà. Trong cuốn On Spirals (Bàn về tuyến xoắn), Archimedes đã mô tả xoắn ốc Archimedean, một hàm mà bán kính của nó phụ thuộc vào góc. Tuy nhiên, công trình của nhà khoa học Hy Lạp lại không mở rộng ra một hệ tọa độ đầy đủ.
Từ thế kỷ 8 trở về sau, các nhà thiên văn đã phát triển các phương pháp cho việc xấp xỉ và tính toán phương hướng và khoảng cách từ bất kỳ vị trí nào trên Trái Đất đến Thánh địa Mecca (qibla). Sau thế kỷ 9, họ đã sử dụng lượng giác hình cầu và các phép chiếu bản đồ để tính toán những con số này một cách chính xác. Việc tính toán về cơ bản là chuyển tọa độ cực xích đạo của Mecca thành tọa độ cực của chính Thánh địa đó so với một hệ thống có kinh tuyến tham chiếu là vòng tròn lớn qua các vị trí nhất định và các cực của Trái Đất, và có trục cực là đường thẳng qua các vị trí này và điểm đối cực của nó.
Có nhiều lý giải khác nhau của lời giới thiệu tọa độ cực như là một phần của một hệ tọa độ chính quy. Lịch sử đầy đủ của chủ đề này đã được mô tả trong Origin of Polar Coordinates của giáo sư Harvard Julian Lowell Coolidge. Grégoire de Saint-Vincent và Bonaventura Cavalieri giới thiệu các khái niệm vào giữa thế kỷ 17. Saint-Vincent đã viết chúng một cách riêng tư năm 1625 và xuất bản vào năm 1647, trong khi Cavalieri xuất bản công trình của ông vào năm 1635 và một phiên bản hiệu đính trong năm 1653. Lúc đầu Cavalieri sử dụng tọa độ cực để giải quyết một bài toán liên quan đến diện tích của xoắn ốc Archimedean. Sau đó Blaise Pascal sử dụng hệ tọa độ cực để tính độ dài của vòng cung parabol.
Trong cuốn Method of Fluxions (viết năm 1671, xuất bản năm 1736), Isaac Newton đã khảo sát sự chuyển đổi giữa hệ tọa độ cực, mà ông gọi là "Phương pháp Thứ bảy; Dành cho xoắn ốc", và chín hệ toạ độ khác. Trong tạp chí Acta Eruditorum (1691), Jacob Bernoulli đã sử dụng một hệ gồm một điểm nằm trên một đường thẳng, gọi là cực và trục cực tương ứng. Các tọa độ được xác định bằng khoảng cách từ cực và góc từ trục cực. Công trình của Bernoulli đã mở rộng cách tìm bán kính cong của các đường cong biểu diễn qua những tọa độ này.
Thực tế thuật ngữ tọa độ cực được công nhận do Gregorio Fontana đưa ra và được sử dụng bởi các nhà văn Ý thế kỷ 18. Thuật ngữ này xuất hiện trong tiếng Anh tại bản dịch Differential and Integral Calculus của Lacroix do George Peacock dịch năm 1816. Alexis Clairaut là người đầu tiên suy nghĩ về tọa độ cực trong không gian ba chiều, và Leonhard Euler là người đầu tiên thực sự phát triển các ý tưởng đó.

## Quy ước

Một khung lưới cực gồm nhiều góc tăng dần theo chiều ngược kim đồng hồ (đơn vị độ)

Toạ độ bán kính thường được ký hiệu là r hoặc ρ, còn toạ độ góc là φ, θ, hoặc t. Toạ độ góc được quy định là φ theo tiêu chuẩn ISO 31-11. Tuy nhiên, trong một số tài liệu toán học góc được ký hiệu là θ thay vì φ.
Các góc trong ký hiệu cực thường được biểu diễn bằng một trong hai đơn vị đo độ là độ hoặc radian (2π rad bằng 360°). Thông thường độ được sử dụng trong định hướng, khảo sát xây dựng và nhiều lĩnh vực khác, trong khi radian phổ biến hơn trong toán học và vật lý toán học.
Góc φ được xác định là bắt đầu tại 0° từ hướng gốc và tăng dần khi quay ngược chiều hoặc cùng chiều kim đồng hồ. Trong toán học, hướng gốc là tia vẽ từ điểm gốc qua bên phải, và góc cực tăng lên giá trị dương khi quay ngược chiều kim đồng hồ, trong khi trong định hướng trục 0° được vẽ hướng lên và góc cực tăng dần khi quay cùng chiều kim đồng hồ. Khi quay ngược lại với chiều tương ứng thì góc cực giảm xuống giá trị âm.

### Tính duy nhất của tọa độ cực
Thêm một vòng quay (360°) vào toạ độ góc không làm thay đổi phương hướng của góc ban đầu. Tương tự, một toạ độ bán kính âm nên được hiểu là khoảng cách dương tương ứng đo theo chiều ngược lại (thêm vào góc cực 180°). Do đó, một điểm có thể được biểu diễn bằng vô số các tọa độ cực khác nhau có dạng (r, φ + n × 360°) và (−r, φ + 180° + n × 360°) = (−r, φ + (2n + 1) × 180°), trong đó n là số nguyên bất kỳ. Hơn nữa, bản thân cực có thể được biểu diễn thành (0, φ) với mọi góc φ.
Trong trường hợp cần một biểu diễn duy nhất đối với mọi điểm ngoài góc cực, cần giới hạn r là các số không âm (r > 0) và φ nằm trong khoảng [0, 360°) hoặc (−180°, 180°] (trong đơn vị radian là [0, 2π) hoặc (−π, π]). Một quy ước khác dựa trên tập hợp đích của hàm arctan, cho phép giá trị của bán kính là một số thực khác không và giới hạn góc cực trong khoảng (−90°, 90°]. Trong mọi trường hợp, cần phải chọn một góc phương vị riêng cho cực, ví dụ, φ = 0.

## Chuyển đổi giữa tọa độ cực và tọa độ Descartes

Một biểu đồ minh họa mối quan hệ giữa tọa độ cực và tọa độ Descartes

Một đường cong trong mặt phẳng Descartes có thể được ánh xạ lên tọa độ cực. Trong hình ảnh động này, được ánh xạ thành. Nhấp vào hình để xem chi tiết.

Các tọa độ cực r và φ có thể được chuyển đổi sang tọa độ Descartes x và y thông qua các hàm lượng giác sin và cosin:
{\displaystyle {\begin{aligned}x&=r\cos \varphi ,\\y&=r\sin \varphi .\end{aligned}}}
Ngược lại, các tọa độ Descartes x và y có thể được chuyển đổi sang tọa độ cực r và φ với r ≥ 0 và φ nằm trong khoảng (−π, π] theo công thức:
{\displaystyle r={\sqrt {x^{2}+y^{2}}}\quad } (như trong định lý Pythagoras hoặc tiên đề Euclid), và
{\displaystyle \varphi =\operatorname {atan2} (y,x),}
với atan2 là một biến thể phổ biến của hàm số arctan được định nghĩa là:
{\displaystyle \operatorname {atan2} (y,x)={\begin{cases}\arctan \left({\frac {y}{x}}\right)&{\mbox{khi }}x>0\\\arctan \left({\frac {y}{x}}\right)+\pi &{\mbox{khi }}x<0{\mbox{ và }}y\geq 0\\\arctan \left({\frac {y}{x}}\right)-\pi &{\mbox{khi }}x<0{\mbox{ và }}y<0\\{\frac {\pi }{2}}&{\mbox{khi }}x=0{\mbox{ và }}y>0\\-{\frac {\pi }{2}}&{\mbox{khi }}x=0{\mbox{ và }}y<0\\{\text{KXĐ}}&{\mbox{khi }}x=0{\mbox{ và }}y=0.\end{cases}}}
Nếu r được tính như trên thì hàm của φ có thể được phát biểu như sau, sử dụng hàm arccos:
{\displaystyle \varphi ={\begin{cases}\arccos \left({\frac {x}{r}}\right)&{\mbox{khi }}y\geq 0{\mbox{ và }}r\neq 0\\-\arccos \left({\frac {x}{r}}\right)&{\mbox{khi }}y<0\\{\text{KXĐ}}&{\mbox{khi }}r=0.\end{cases}}}
Giá trị của góc φ ở trên là giá trị chủ yếu của hàm số phức arg áp dụng cho x + iy. Có thể thu được một góc trong khoảng [0, 2π) bằng cách cộng 2π vào giá trị của nó trong trường hợp nó âm.

## Phương trình cực của đường cong
Phương trình xác định một đường cong đại số được biểu diễn bằng tọa độ cực được gọi là phương trình cực. Trong nhiều trường hợp, có thể xác định một phương trình như vậy bằng cách biểu diễn r thành một hàm của φ. Đường cong thu được là tập hợp các điểm có dạng (r(φ), φ) và được gọi là đồ thị của hàm cực r.
Các dạng đối xứng hình học có thể được suy ra từ phương trình của hàm cực r. Nếu r(−φ) = r(φ) thì đường cong đối xứng qua tia nằm ngang (0°/180°), nếu r(π − φ) = r(φ) thì nó đối xứng qua tia nằm dọc (90°/270°), và nếu r(φ − α) = r(φ) thì nó đối xứng xoay bởi α theo chiều và ngược chiều kim đồng hồ quanh gốc cực.
Do tính chất đặc biệt của hệ tọa độ cực nên nhiều đường cong có thể được mô tả qua phương trình cực đơn giản khi dạng tọa độ Descartes của chúng phức tạp hơn. Một số đường cong phổ biến nhất gồm hoa cực, xoắn ốc Archimedean, đường lemniscat, đường ốc sên và đường hình tim (cardioid).
Đối với đường tròn, đường thẳng và bông hoa cực, không có điều kiện nào cho tập xác định và tập đích của mỗi đường.

### Đường tròn

Một đường tròn có phương trình r(φ) = 1

Phương trình tổng quát của đường tròn có tâm (r0, {\displaystyle \gamma }) và bán kính a là
{\displaystyle r^{2}-2rr_{0}\cos(\varphi -\gamma )+r_{0}^{2}=a^{2}.}
Phương trình trên có thể được rút gọn theo nhiều cách khác nhau trong các trường hợp đặc biệt, chẳng hạn như phương trình
{\displaystyle r(\varphi )=a}
của đường tròn có tâm tại gốc cực và bán kính a.
Khi r0 = a, hay gốc tọa độ nằm trên đường tròn thì phương trình trở thành
{\displaystyle r=2a\cos(\varphi -\gamma ).}
Trong trường hợp tổng quát, có thể giải phương trình trên để tìm r:
{\displaystyle r=r_{0}\cos(\varphi -\gamma )+{\sqrt {a^{2}-r_{0}^{2}\sin ^{2}(\varphi -\gamma )}}.}
Nghiệm của phương trình với dấu âm đặt trước căn cũng cho đường tròn giống nhau.

### Đường thẳng
Đường thẳng hướng tâm (đi qua gốc cực) có phương trình
{\displaystyle \varphi =\gamma ,}
trong đó γ là góc nâng của đường thẳng, nghĩa là γ = arctan m với m là hệ số góc của đường thẳng trong hệ tọa độ Descartes. Đường thẳng không hướng tâm vuông góc với đường thẳng hướng tâm φ = γ tại điểm (r0, γ) có phương trình
{\displaystyle r(\varphi )=r_{0}\sec(\varphi -\gamma ).}
Nói cách khác, (r0, γ) là giao điểm của tiếp tuyến với đường tròn ảo bán kính r0.

### Bông hoa cực

Một bông hoa cực với phương trình r(φ) = 2 sin 4φ

Bông hoa cực là một đường cong toán học có dạng là bông hoa nhiều cánh và có phương trình cực là
{\displaystyle r(\varphi )=a\cos \left(k\varphi +\gamma _{0}\right)}

với mọi hằng số γ0 (kể cả số 0). Nếu k là số nguyên thì đồ thị thu được là một bông hoa k cánh khi k lẻ và 2k cánh khi k chẵn. Nếu k là một số hữu tỉ không nguyên thì hình thu được gần giống một bông hoa nhưng các cánh hoa bị chồng lên nhau. Lưu ý rằng phương trình trên không xác định được bông hoa 2, 6, 10, 14,... cánh. Biến số a ảnh hưởng đến kích thước cánh hoa, trong khi k liên quan đến số cánh hoa của bông. Hằng số γ0 được gọi là góc pha.

### Xoắn ốc Archimedean
Xoắn ốc Archimedean là một xoắn ốc do Archimedes tìm ra và có phương trình cực là
{\displaystyle r(\varphi )=a+b\varphi .}

Một hướng xoắn của xoắn ốc Archimedean với phương trình r(φ) = φ / 2π khi 0 < φ < 6π

Tham số a thay đổi làm quay xoắn ốc, còn b ảnh hưởng đến khoảng cách giữa các vòng xoắn (không thay đổi trong một xoắn ốc nhất định). Xoắn ốc Archimedean có hai hướng xoắn nối liền với nhau tại gốc cực, một hướng khi φ > 0 và hướng còn lại khi φ < 0. Khi chiếu một hướng xoắn qua trục 90°/270° thì ảnh phản xạ thu được là hướng xoắn còn lại. Đây là một trong những đường cong đầu tiên sau đường conic được ghi nhận và mô tả trong toán học chính luận, và là một ví dụ điển hình về đường cong được xác định rõ nhất qua phương trình cực.

### Đường conic

Một elip, trong đó có hiển thị bán trục bên

Một đường conic với một tiêu điểm trên gốc cực và tiêu điểm còn lại nằm trên tia 0° (sao cho trục lớn của đường conic nằm trên trục cực) được cho bởi
{\displaystyle r={\ell  \over {1-e\cos \varphi }}}

với e là độ lệch tâm và {\displaystyle \ell } là bán trục bên (khoảng cách vuông góc từ một tiêu điểm trên trục lớn đến đường conic). Phương trình trên xác định một hyperbol khi e > 1, parabol khi e = 1, elip khi e < 1 và một đường tròn bán kính {\displaystyle \ell } khi e = 0.